# 미래소년 코난
미래소년 코난(일본어: 未来少年コナン, 영어: Future Boy Conan)은 닛폰 애니메이션에서 제작하여 NHK에서 1978년 처음으로 방영된 26부작 애니메이션이다.

## 작품에 대한 설명
디스토피아적인 미래의 지구를 그린 총 26회의 TV 방영용 일본 애니메이션이다.
알렉산더 케이의 SF소설 <살아남은 사람들 멸망의 파도; The Incredible Tide>가 원작이다.
서기 2008년 7월, 가공할 무기로 인한 전쟁으로 모든 대륙이 바닷속으로 가라앉은 미래의 지구를 배경으로 하는 이 애니메이션은 괴력을 가진 소년인 주인공 코난과 궁극적인 태양 에너지의 비밀을 알고 있는 과학자 라오 박사의 손녀 라나가 인더스트리아의 독재자 레프카의 세계 정복 야욕을 막기 위해 벌이는 모험으로 구성되어 있다.
지극히 환경주의적인 성향을 내포하고 있는 이 애니메이션은 하이하바 섬으로 대표되는 농촌 공동체와 인더스트리아로 대표되는 기계 문명 사회의 대립, 과학문명의 오용으로 인한 암울한 미래, 원시 공동체의 동경 등을 그려내고 있으며 이 요소들은 미야자키 하야오 감독의 이후 작품들에도 많은 영향을 끼쳤다.
흥미진진한 이야기 속에 깊은 주제를 담은 이 애니메이션은 당시에도 큰 성공을 거두었으며, 현재도 애니메이션의 수준을 크게 끌어올린 명작이라는 평가를 받고 있다.

## 방송 정보
일본
- NHK 종합 텔레비전:1978년 4월 4일-10월 31일
- NHK 교육 텔레비전:2004년 11월 4일-2005년 4월 28일
- 간사이 TV 방송:2006년 4월-9월 23일

한국
- KBS 1TV: 1982년 10월 8일-1983년 6월 7일, 1992년
- MBC TV : 1996년 10월 27일-1997년 2월 5일
- EBS TV: 2007년 11월 26일-2008년 2월 19일(KBS판방송)
- 애니원: 2020년 9월 24일(재더빙)
- 애니박스: 2020년 9월 26일(재더빙)

## 에피소드
| 회차 | 부제                                         | 본 방송일        | 본 방송일        |
| 회차 | 부제                                         | 일본             | 대한민국         |
| ---- | -------------------------------------------- | ---------------- | ---------------- |
| 1화  | 홀로 남은 섬 (のこされ島)                    | 1978년 4월 4일   | 1982년 10월 8일  |
| 2화  | 친구를 찾아서 (旅立ち)                       | 1978년 4월 11일  | 1982년 10월 15일 |
| 3화  | 새친구 포비 (はじめての仲間)                 | 1978년 4월 18일  | 1982년 10월 22일 |
| 4화  | 다져진 우정 (バラクーダ号)                   | 1978년 4월 25일  | 1982년 11월 12일 |
| 5화  | 인더스트리아 섬 (インダストリア)             | 1978년 5월 9일   | 1982년 12월 3일  |
| 6화  | 선장의 배신 (ダイスの反逆)                   | 1978년 5월 16일  | 1982년 12월 17일 |
| 7화  | 인더스트리아 섬 탈출 (追跡)                  | 1978년 5월 23일  | 1982년 12월 24일 |
| 8화  | 마음의 소리 (逃亡)                           | 1978년 5월 30일  | 1983년 1월 7일   |
| 9화  | 수수께끼의 파치 (サルベージ船)               | 1978년 6월 6일   | 1983년 1월 14일  |
| 10화 | 라오 박사 (ラオ博士)                         | 1978년 6월 13일  | 1983년 1월 21일  |
| 11화 | 사막의 지진 (脱出)                           | 1978년 6월 20일  | 1983년 1월 28일  |
| 12화 | 지하의 비밀통로 (コアブロック)               | 1978년 6월 27일  | 1983년 2월 4일   |
| 13화 | 아름다운 섬 하이하버 (ハイハーバー)          | 1978년 7월 4일   | 1983년 2월 18일  |
| 14화 | 산너머 마을 (島の一日)                       | 1978년 7월 11일  | 1983년 2월 25일  |
| 15화 | 나무위의 오두막집 (荒地)                     | 1978년 7월 18일  | 1983년 3월 4일   |
| 16화 | 두사람의 작은 방 (二人の小屋)                | 1978년 8월 1일   | 1983년 3월 11일  |
| 17화 | 빗나간 작전 (戦闘)                           | 1978년 8월 8일   | 1983년 3월 18일  |
| 18화 | 침몰하는 전함 (ガンボート)                   | 1978년 8월 15일  | 1983년 3월 25일  |
| 19화 | 섬을 덮친 마을 (大津波)                      | 1978년 8월 29일  | 1983년 4월 5일   |
| 20화 | 인더스트라아를 향하여 (再びインダストリアへ) | 1978년 9월 12일  | 1983년 4월 12일  |
| 21화 | 지하도시의 위기 (地下の住民たち)             | 1978년 9월 19일  | 1983년 4월 26일  |
| 22화 | 장갑문을 열어라 (救出)                       | 1978년 9월 26일  | 1983년 5월 3일   |
| 23화 | 태양에너지 (太陽塔)                          | 1978년 10월 3일  | 1983년 5월 10일  |
| 24화 | 우주비행기 (ギガント)                        | 1978년 10월 17일 | 1983년 5월 17일  |
| 25화 | 인더스트리아의 최후 (インダストリアの最期)   | 1978년 10월 24일 | 1983년 5월 24일  |
| 26화 | 새 시대로 향하다 (大団円)                    | 1978년 10월 31일 | 1983년 5월 31일  |

## 등장 인물
- 코난 (コナン)

이 이야기의 주인공이자 홀로 남은 섬에서 할아버지와 함께 지내는 소년. 지구가 멸망하게 되었을 때 우주선에 탑승했던 남자와 여자 사이에서 2010년 10월에 태어난 소년이다. 탑승자로 있었던 할아버지와 섬에서 단 둘이서만 지내온 탓에 할아버지 이외에 사람의 존재를 알지 못하여 물고기 등을 사냥하며 지냈다. 이후, 해변에 쓰러져 있던 소녀 라나를 만나면서 처음으로 여자아이라는 존재를 알게 된다. 세상물정을 모르고 호기심이 많은 편이지만 섬에서 자라서 물고기를 사냥한 덕택으로 민첩성과 강한 발가락을 가진 소년이기도 하다. 라나를 데리러 섬에 왔다가 할아버지를 죽게 만든 몬스리를 불구대천의 원수로 여겨왔으나 나중에는 관계가 풀어진다.
성우: 오하라 노리코
- 라나 (ラナ)

이 이야기의 여주인공. 코난이 살고있는 홀로 남겨진 섬의 해변에서 쓰러져 있었을 때 코난에 의해 구조된다. 코난의 집에서 휴식을 취하였다가 자신을 구해준 코난과 친해지게 된다. 그러나 자신을 데리러 온 몬스리에 의해서 끌려갔다. 사실은 브리이오크의 권위자인 라오 박사의 손녀이며 할아버지와 텔레파시로 통하는 능력이 있고 갈매기와도 대화가 가능한 능력도 가졌다.
성우: 노부사와 미에코
- 지무시 (ジムシィ, 포비)

코난이 할아버지의 원수이자 라나를 데려간 몬스리가 있는 인더스트리아로의 모험을 떠났을 때 만났던 소년. 처음에는 코난을 식량 절도범으로 보면서 부당하게 여겨왔으나 나중에는 코난과 친해지게 되면서 그의 모험 동반자가 되었다. 활을 사용하고 있으며 코난 못지않은 날렵한 신체능력을 갖고있다. 여자를 싫어하는 성격이다.
성우: 아오키 가즈요
- 다이스 선장 (ダイス)

바라쿠타호 선장. 인더스트리아 무역국원 출신이다. 라나를 납치하기도 했었다. 본래 악역이었으나 극 중 성격이 변한다. 포비와 함께 작품을 밝은 분위기로 이끌어 나간다. 최종회에서 몬스키와 함께 홀로남은 섬으로 가는 배에서 결혼식을 올린다.
성우:나가이 이치로
- 라오 박사 (ブライアック・ラオ)

라나의 할아버지. 태양에너지의 비밀을 알고 있는 과학자이다. 파치라는 이름으로 신분을 속이고 '살베지호' 인양작업을 벌이다 사막에 쓰러진 라나와 코난을 발견한다.
성우: 야마노우치 마사토
- 몬스리 (モンスリー)

인더스트리아의 행정국 차장. 라나를 찾기 위해 부하 쿠즈와 함께 홀로 남은 섬에 오면서 코난의 할아버지와 대립하였다가 그가 폭사당하면서 라나를 발견하여 인더스트리아로 데려간다. 과거 어린시절에 전쟁을 경험한 영향 때문에 당시 전쟁을 주도했던 어른들에 대한 불신을 가져왔으며 코난에게는 할아버지를 죽게 만든 불구대천의 원수나 다름이 없는 첫 인물이 되었지만 나중에는 코난의 편에 들어가게 되었고 다이스 선장과 결혼하게 된다.
성우: 요시다 리호코
- 레프카 (レプカ)

인더스트리아의 행정국 부장. 사실상 인더스트리아를 지배하는 독재자로 세계정복을 꿈꾸고 있으며 냉혈적이고 악랄한 성격을 지녔다. 자기 자신에게 유리한 경우라면 부하라도 무조건 관용을 베풀지 않는다.
성우: 가유미 이에마사

## 한국판 성우진

### KBS (1982 ~ 1983)
- 손정아 - 코난
- 김정애 - 라나
- 한인숙 - 포비
- 노민 - 레프카
- 임수아 - 몬스키
- 탁원제 - 다이스 선장
- 김계원
- 김환진
- 장광

### MBC (1996 ~ 1997)
- 박영남 - 코난
- 성유진 - 라나
- 이선주 - 포비
- 김용식 - 레프카
- 최성우 - 몬스키
- 권혁수 - 다이스 선장
- 최원형
- 이진홍
- 윤복성

## 같이 보기
- NHK의 애니메이션 작품 목록